# Rhytidoponera ferruginea
Rhytidoponera ferruginea é uma espécie de formiga do gênero Rhytidoponera.